# 周鲸文

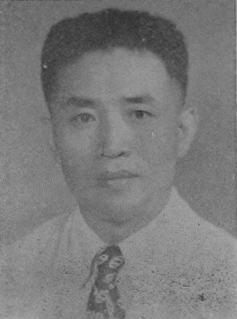
周鯨文像

周鲸文（1908年—1985年8月20日），男，奉天（今辽宁）锦县人，中华民国及中华人民共和国政治、新闻界人物，教育家。

## 生平
早年就读于北京汇文中学，后赴日本早稻田大学，美国密西根州立大学留学。毕业后赴英，入伦敦大学学习政治学。1931年回国，主办《晨光晚报》。1933年《塘沽协定》后，在京津地区组织东北民众自救会，出版《自救》杂志。1936年任流亡东北大学秘书长、法学院院长、代理校长。1938年赴香港，曾在港创办《时代批评》半月刊（1938年-1941年）。1941年中国民主政团同盟成立，为发起人之一，1944年改为中国民主同盟，当选中央常务委员，后任副秘书长。1945年12月27日至30日吉林省人民代表会议在吉林省永吉县岔路河镇召开，他当选中国共产党领导的吉林省政府副主席，未到职。
中华人民共和国成立后，任第一届全国政协委员，第二届全国政协常委，中央人民政府政务院政治法律委员会委员。1956年12月去香港，在港主编《时代批评》及英文《北京消息》半月刊。1957年12月被撤销政协全国委员会委员资格。1958年8月在香港发表声明，反对中共发动的反右运动。1985年逝世，终年77岁。

## 家庭
舅舅张作相为东北军将领。

## 著作
- 《人权运动纲领》
- 《风暴十年：中国红色政权真面貌》
- 《民主主義的鬥爭》(1940年，時代批評社)